# Maggie Nelson

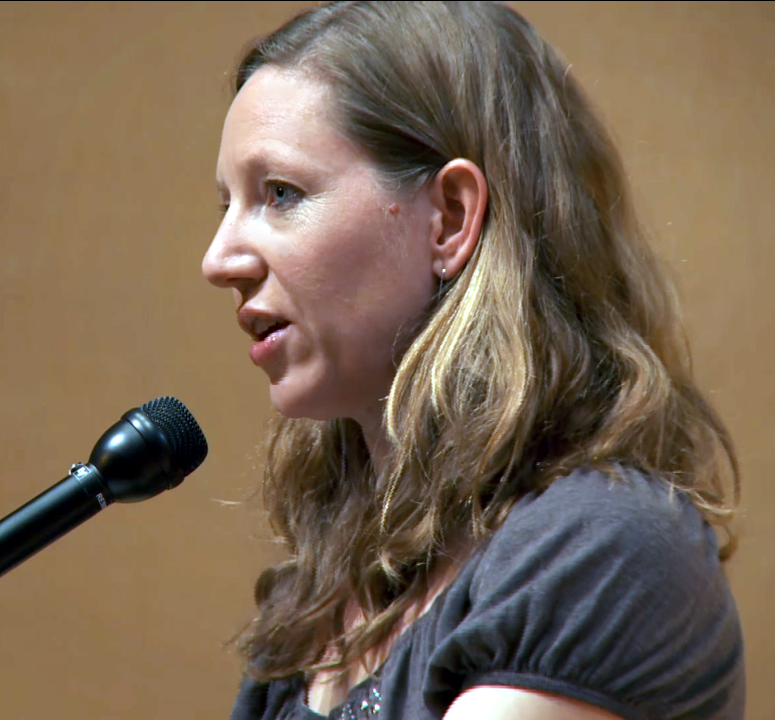
Maggie Nelson (2016)

Maggie Nelson (* 1973) ist eine amerikanische Autorin. Ihre Bücher lassen sich nicht eindeutig einem Genre zuordnen und verbinden Prosa, Poesie, Biographie, Theorie und Kunstkritik miteinander. Ihre bisherigen Veröffentlichungen umfassen The Argonauts (2015), The Art of Cruelty: A Reckoning (2011), Bluets (2009), The Red Parts: Autobiography of a Trial (erstmals im Jahr 2007 veröffentlicht, erneut veröffentlicht im Jahr 2016), sowie Women, the New York School, and Other True Abstractions (2007, Gewinner des Susanne M. Glasscock Awards in Interdisziplinären Stipendien), Something Bright, Then Holes (2007), Jane: A Murder (2005, Finalist für den PEN / Martha Albrand Award for the Art of the Memoir), The Latest Winter (2003) und Shiner (2001).

## Leben und Werdegang
Nelson studierte unter anderem bei Annie Dillard an der Wesleyan University. Sie hat im Graduate Writing Programm der New School, Wesleyan University, der School of Art und Design am Pratt Institute und CalArts unterrichtet. Derzeit ist Nelson Professorin für Englisch an der USC.

## Rezeption und Auszeichnungen
Das Buch The Argonauts gewann in der Kategorie Criticism den National Book Critics Circle Award und avancierte zum Bestseller der New York Times. The Art of Cruelty, ein Werk der Kultur-, Kunst- und Literaturkritik, wurde auf der Titelseite der Sunday Book Review der New York Times vorgestellt und wurde von der NY Times als Notable Book of the Year gelistet. Das Buch Bluets, ein „Album verschriftlichter Gedanken“ über die Farbe Blau, wurde vom Bookforum als eines der zehn besten Bücher der letzten 20 Jahre genannt.
Nelson erhielt 2016 ein MacArthur-Stipendium, 2012 ein Creative-Capital-Literaturstipendium, 2010 ein Guggenheim-Stipendium, ein NEA-Stipendium für Poesie, sowie ein Andy Warhol-Stipendium. 2019 wurde sie in die American Academy of Arts and Sciences gewählt.

## Themen
Nelsons schreibt über Kunst, Feminismus, Queerness, sexuelle Gewalt, weibliches Begehren, ästhetische Theorie und Philosophie. Außerdem adressiert sie in ihren Arbeiten einige autobiographische Aspekte. In dem Buch The Red Parts beschäftigt sie sich mit dem Leben und der Ermordung ihrer Tante Jane Mixer sowie mit dem mehr als drei Jahrzehnte später stattfindenden Prozess. In The Argonauts dokumentiert Nelson die Testosterontherapie und doppelte Mastektomie ihres Lebensgefährten Harry Dodge sowie die Schwangerschaft mit ihrem gemeinsamen Kind.

## Veröffentlichungen in deutscher Sprache
- Übersetzt von Jan Wilm: Die Argonauten. Hanser Berlin, Berlin 2017, ISBN 978-3-446-25707-8.
- Übersetzt von Jan Wilm: Bluets. Hanser Berlin, Berlin 2018, ISBN 978-3-446-26044-3.
- Übersetzt von Jan Wilm: Die roten Stellen. Autobiographie eines Prozesses. Hanser Berlin, Berlin 2020, ISBN 978-3-446-26591-2.
- Übersetzt von Cornelius Reiber: Freiheit – Vier Variationen über Zuwendung und Zwang. Hanser Berlin, Berlin 2022, ISBN 978-3-446-27235-4.
- Übersetzt von Jan Wilm: Kunst und Grausamkeit. Eine Abrechnung. Marix Verlag, Wiesbaden 2024, ISBN 978-3-7374-1233-9.